# Tetraclipeoides giulianii
Tetraclipeoides giulianii är en skalbaggsart som beskrevs av Gordon 1977. Tetraclipeoides giulianii ingår i släktet Tetraclipeoides och familjen Aphodiidae. Inga underarter finns listade i Catalogue of Life.